# Buck Rogers en el siglo XXV
Buck Rogers en el siglo XXV es una serie de televisión estadounidense de aventuras de ciencia ficción producida por Universal Studios. La serie duró dos temporadas, entre 1979 y 1981, y el episodio piloto de la serie fue lanzado como un largometraje seis meses antes de que la serie saliera al aire. La película y la serie fueron desarrollados por Glen A. Larson y Leslie Stevens, basados en el personaje Buck Rogers, creado en 1928 por Philip Francis Nowlan, que ya había sido presentado en historieta, novelas, una serie de 12 películas, y en televisión y radio.

## Concepto y difusión de la historia
Inspirado por el éxito masivo de Star Wars dos años antes, Universal comenzó a desarrollar Buck Rogers para televisión, dirigida por Glen A. Larson, quien tenía un acuerdo de producción con el estudio. Inicialmente, Larson y Universal habían planeado hacer una serie de películas de televisión de Buck Rogers para NBC. La producción comenzó en 1978, sin embargo, el episodio piloto de otra serie de ciencia ficción de Larson, Battlestar Galactica (1978), se había estrenado en los cines en algunos países y en lugares clave en América del Norte, y había sido un éxito de taquilla. Universal entonces optó por lanzar la primera película Buck Rogers el 30 de marzo de 1979. El éxito de taquilla hizo que NBC encargara una serie completa, que comenzó el 20 de septiembre de 1979 con una versión ligeramente modificada de la versión cinematográfica (ver más abajo).
La producción recicló muchos de los accesorios, tomas de efectos y vestuario de Battlestar Galactica, que todavía estaba en producción en esos meses. Por ejemplo, el landram (vehículo espacial) se hizo para la serie Galactica, y los controles de dirección de los cazas Terran eran los mismos que los que se usaban en las naves Viper de Galactica. Los cazas Terran eran un diseño previo de las naves Viper del mismo diseñador concepto Ralph McQuarrie.
La nueva serie era protagonizada por el capitán William Anthony Buck Rogers, interpretado por el actor Gil Gerard (1943-), un piloto de la NASA que navegaba un transbordador espacial Ranger 3, que se lanzó en mayo de 1987. Debido a un fallo en el soporte vital (por culpa de una lluvia de asteroides), Buck Rogers queda en animación suspendida, congelado.

## Argumento
En el año 2491 (470 años después) su transbordador espacial es descubierto a la deriva en el espacio. La combinación de gases que lo congelaron casualmente en una órbita al sol son similares a la fórmula de uso común en el siglo XXV para la criopreservación, por lo que sus rescatadores son capaces de revivirlo. Buck Rogers se entera de que la civilización en la Tierra se reconstruyó después de una devastadora guerra nuclear que se produjo el 22 de noviembre de 1987, y ahora está bajo la protección de la Dirección de Defensa de la Tierra.
La serie lo muestra mientras trata de encajar (no siempre con éxito) en la cultura del siglo XXV. Como no había registros personales para él, se encontraba en una posición especial, debido a sus habilidades como piloto de combate y su ingenio personal, para ayudar a la Defensa la Tierra de los variados intentos para conquistar el planeta, de civilizaciones extraterrestres militaristas. En muchos aspectos, esta versión de Buck Rogers fue más similar a James Bond o Steve Austin (de El hombre de los seis millones de dólares) en lugar del personaje original de Nowlan, ya que Buck Rogers iba a menudo a misiones encubiertas.
Buck Rogers es ayudado en sus aventuras por su amiga (e interés romántico), la coronel Wilma Deering (interpretada por Erin Gray), una oficial de alto rango y piloto de caza. También es asistido por Twiki, un pequeño robot (o ambuquad como se lo conocía). Twiki fue interpretado principalmente por Félix Silla, con la voz de Mel Blanc (quien hizo tradicionalmente la voz del Pato Lucas como el personaje Duck Dodgers, en una parodia de los primeros Buck Rogers y otras series de ciencia ficción) con una voz ronca muy similar a la que utilizó para Barnyard Dawg. Twiki se convirtió en compañero de cómic de Buck y tendían a expresarse con un ruido electrónico que sonaba como «bidi-bidi-bidi», a menudo seguida de alguna frase coloquial típica del siglo XX, muchas de las cuales aprendió de Buck.
El Dr. Theópolis (o Theo), cuya voz realizaba el actor Eric Server, era una computadora inteligente con forma de disco, de aproximadamente 25 cm de diámetro con un rostro iluminado. Era capaz de entender el lenguaje electrónico de Twiki, quien a menudo lo carga en su pecho. Theo es miembro del Consejo de Computadoras de la Tierra y uno de los líderes científicos del planeta. Durante la primera temporada, Buck y Wilma reciben sus órdenes del Dr. Elías Huer, interpretado por el actor Tim O’Connor, el jefe de la Dirección de Defensa. En algunos episodios se sugiere que el Dr. Huer es el líder de todo el planeta, aunque esto nunca queda del todo claro.
El principal villano de la serie (al menos en la primera temporada) es la princesa Ardala (interpretada por Pamela Hensley), cuyo objetivo era conquistar la Tierra y casarse con Buck Rogers. Ella es ayudada por su secuaz Kane (interpretado en la película por Henry Silva y en la serie por Michael Ansara).
Todos estos personajes aparecían en la historieta original ―excepto el Dr. Theópolis y Twiki (la más cercana que tienen como contrapartida en las versiones anteriores era el compañero humano de Buck, Neighbor Wade).
Kane (que en ese entonces se llamaba Killer Kane) también fue presentado en la serie de 12 películas de 1939, y en realidad era el villano principal, y no el esbirro de Ardala (esta directamente no aparecía en las películas).
La película piloto representaba a la civilización humana como bastante insular, con un escudo de defensa invisible que rodeaba todo el planeta, y que lo protegía de los invasores. La civilización se limitaba a unas pocas ciudades, y la ciudad principal era Nueva Chicago, que también era conocida como la Ciudad Interna. Era peligroso salir de las ciudades, ya que se decía que todo el planeta era un desierto radiactivo habitado por violentos mutantes (como Buck descubrió cuando visitó los restos abandonados de la vieja Chicago).

## La película (1979)
La primera película hecha para la televisión se estrenó en los cines en marzo de 1979. La película ganó 21 millones de dólares estadounidenses solo en Estados Unidos, por lo que ese mismo año Universal hizo la serie semanal. La película, que también fue lanzada a nivel internacional, contó con todos los personajes protagonistas principales que se pudieron ver en la serie semanal, así como los antagonistas de la serie: la princesa Ardala del planeta Draconia, y su asociado/secuaz Kane.

## La serie (1979-1981)
La película también sirvió como piloto y primer episodio (en dos partes) de la serie, titulado «Awakening» (‘despertar’). Varias escenas fueron editadas, algunas con el fin de eliminar el diálogo más adulto de la película (por ejemplo, hubo que borrar la frase en que Buck se refiere a Wilma como «una mujer con cojones», y cuando Twiki comenta que se le estaban congelando las «bolas de los rodamientos»). Para la versión de televisión se crearon algunas escenas nuevas y se ampliaron otras, incluyendo varias escenas dentro del nuevo apartamento de Buck. Este ajuste también se utilizó para una nueva escena final en la que el Dr. Huer y Wilma tratar de persuadir a Buck para unirse a la Dirección de Defensa. La escena termina con Buck rechazando la oferta, a pesar de que en el primer episodio real de la serie (el episodio tres, «El planeta de las esclavas») acepta unirse a ellos en calidad no oficial).
Incluyendo el episodio piloto en dos partes, la primera temporada estaba integrada por 24 episodios, cuatro de ellos de dos partes. El tono de la serie es más ligero que el largometraje, y mostró una imagen más positiva del futuro de la Tierra. El centro urbano era conocido como Nueva Chicago, y se estableció que la civilización humana se había extendido una vez más en todo el planeta, y también a las estrellas. Después de la película piloto, hubo pocas referencias al árido desierto radiactivo en que se había convertido la Tierra, y en varios episodios se muestra a Buck viajando más allá de Nueva Chicago sin ningún peligro. A diferencia del planeta aislado y destruido visto en la película, en la serie la Tierra se muestra como el centro de un gobierno interestelar dominado por humanos, a veces llamado «la Federación» y otras veces «la Alianza», con su capital en Nueva Chicago (en la Tierra).
Durante la primera temporada, se hizo referencia también a otras nuevas ciudades en la Tierra, como Nueva Detroit, Nueva Manhattan, el Complejo Boston, Nueva Phoenix, Nueva Tulsa y Nueva Londres. También se muestra una «ciudad sobre el mar», que se menciona como la antigua Nueva Orleáns.
La mayoría de los personajes protagónicos son parte de la Dirección de Defensa (como Wilma Deering) o asociados de alguna manera con él, como personal libre (como Buck Rogers). La mayoría del personal de la Dirección de Defensa consideran a Buck por lo menos como un capitán honoris causa, en referencia a su grado militar estadounidense del siglo XX, pero su pertenencia a las fuerzas militares de la Tierra no es oficial. Sin embargo, Buck a menudo vuela con los escuadrones de caza, y utiliza su entrenamiento de la Fuerza Aérea de Estados Unidos para ayudar en su formación.
El Dr. Huer se reúne regularmente con los representantes de otros poderes soberanos, y a veces los enfrenta en situaciones hostiles. En ocasiones formales, Huer también se muestra en uniforme militar, lo que indica que es miembro de las fuerzas armadas.
El viaje entre las estrellas se logra con el uso de las puertas estelares que se crean artificialmente como portales en el espacio (similares a agujeros de gusano), que se muestran como un cuarteto de diamantes brillantes que se encienden cuando una nave las atraviesa. Algunas personas encuentran que el tránsito a través de una puerta estelar es físicamente desagradable (algo parecido a un vuelco de la nave espacial). Buck Rogers expresa su aversión a ellos en la primera parte del episodio «Planet of the slave girls» (‘el planeta de las esclavas’), y menciona nuevamente su malestar en la segunda parte del episodio «The Plot to kill a city» (el complot para matar una ciudad).
Para dar vida a los edificios de aspecto futurista en la Tierra, la serie utilizó fotogramas de los pabellones nacionales en la Expo 67, en particular los pabellones franceses y británicos, así como fotografías del Westin Bonaventure Hotel, en el centro de Los Ángeles (California).
Juanin Clay, quien interpretó a la mayor Marla Landers en el primer episodio de la primera temporada de la serie Vegas in space, fue contratada originalmente como Wilma para la serie de TV (inicialmente, Erin Gray había decidido no regresar después del largometraje, pero más tarde cambió de opinión). Al principio de la serie se sugiere una relación sentimental entre Buck y Wilma pero rara vez se expandió sobre el tema. En la primera temporada, Buck trata (hasta cierto punto) con una mujer diferente casi cada semana. Los productores exigieron que Wilma tuviera el pelo rubio, por lo que Erin Gray tuvo que teñirse el cabello durante toda la filmación. Sin embargo en los últimos episodios de la primera temporada, le permitieron regresar a su color de pelo natural. El enemigo más conocido de Buck durante la primera temporada fue la princesa Ardala, interpretado por Pamela Hensley, cuyo deseo era conquistar la Tierra y al propio Buck Rogers. Apareció en cuatro historias separadas, incluyendo el largometraje y el final (en dos partes) de la primera temporada de la serie.
La secuencia de apertura de la serie incluye material de archivo de los lanzamientos del cohete Saturno V de las naves Apolo 4 y Apolo 6.
La serie tuvo un presupuesto total de 800 000 dólares estadounidenses por hora de tiempo al aire.
El actor Jock Gaynor (1929-1998) fue productor durante veinte episodios. Aunque fue bastante popular entre los espectadores, la primera temporada no recibió muy buenas críticas. El propio Gil Gerard era crítico con la serie, y presionó para que se contaran historias más graves, a menudo se enfrentó con los productores y con la red NBC acerca del tono de la serie. En noviembre de 1980, Gerard llegó a decir que él prefería que no hubiera una segunda temporada de la serie, porque no quería volver a pasar por otra temporada como la primera.

## La segunda temporada
La producción de la segunda temporada se retrasó varios meses debido a una huelga de actores. Cuando la producción se reanudó en el otoño (boreal) de 1980, la serie tuvo un nuevo grupo de productores (encabezada por John Mantley que había trabajado principalmente en westerns de televisión y se cambió el formato de la serie. En lugar de defender a la Tierra de las amenazas externas, Buck, Wilma y Twiki eran ahora parte de una tripulación a bordo de la nave espacial Searcher (‘buscador’). El Searcher ―que mostraba el lema en latín «Per ardua ad astra» (‘a través de lo arduo hacia los astros’), en un lado, tenía la misión de buscar las tribus perdidas de la humanidad que se habían dispersado en los siglos transcurridos desde la guerra nuclear de fines del siglo XX (que es un tema presente en la serie de televisión de ciencia ficción Battlestar Galactica, de Glen A. Larson).
Otro cambio notable en la segunda temporada fue la desaparición de muchos de los personajes habituales de la primera temporada, como el Dr. Huer, el Dr. Theopolis, la princesa Ardala, y Kane. Se agregaron varios personajes nuevos:
- El almirante Efram Asimov, comandante del Searcher y descendiente del famoso autor de ciencia ficción Isaac Asimov.
- Hawk (hombre halcón), un personaje extraterrestre que representa al último del extinto pueblo ave.
- Dr. Goodfellow, un anciano científico con curiosidad insaciable.
- Crichton, un robot snob, construido por Goodfellow pero a quien le resulta difícil creer que los inferiores seres humanos le hubieran construido.

En la segunda temporada, el personaje de Wilma Deering, que a menudo daba órdenes a Buck, fue suavizado, ya que los productores intentaban bajar el tono militarista de la serie, y trataron de hacerla más «femenina».
Otro cambio en la segunda temporada fue el sonido de la voz de Twiki. Mel Blanc dejó la serie tras el final de la primera temporada y otro actor, Bob Elyea, hizo la voz de Twiki. Para los últimos seis episodios de la segunda temporada regresó Blanc, aunque no se dio ninguna explicación por el cambio en la voz de Twiki.
La narración de apertura también se modificó para la segunda temporada, tanto en términos de la voz del narrador como el contenido. En la primera temporada, el locutor William Conrad decía:

En el año 1987, la NASA lanzó la última de las sondas de espacio profundo de Estados Unidos. En un extraño accidente, la Ranger 3 y su piloto, el capitán William Buck Rogers, fueron arrastrados fuera de su trayectoria en una órbita que congeló sus sistemas de soporte vital, y devolvió a Buck Rogers a la Tierra 500 años más tarde.

The year is 1987, and NASA launches the last of America's deep space probes. In a freak mishap, Ranger 3 and its pilot, Captain William "Buck" Rogers, are blown out of their trajectory into an orbit which freezes his life support systems, and returns Buck Rogers to Earth, 500 years later.

En la segunda temporada, Hank Sims (conocido por su trabajo anunciando en muchos de los programas producidos por Quinn Martin Productions) pronunció la siguiente narrativa:

En el año 1987, la NASA lanzó la última de las sondas de espacio profundo de Estados Unidos. A bordo de esta compacta nave espacial, un astronauta solitario, el capitán William Buck Rogers, experimentaría fuerzas cósmicas más allá de toda comprensión. En un extraño accidente, sus sistemas de soporte de vida se congelaron por temperaturas más allá de la imaginación. La Ranger 3 fue sacada de su trayectoria planeada en una órbita de mil veces más amplia, una órbita que iba a devolver a Buck Rogers a la Tierra 500 años más tarde.

In the year 1987, NASA launched the last of America's deep space probes. Aboard this compact starship, a lone astronaut, Captain William "Buck" Rogers, was to experience cosmic forces beyond all comprehension. In a freak mishap, his life support systems were frozen by temperatures beyond imagination. Ranger 3 was blown out of its planned trajectory into an orbit one thousand times more vast, an orbit which was to return Buck Rogers to Earth, 500 years later.

Estas fueron las versiones abreviadas y alteradas de la narración escuchada en la película piloto original:

En el año 1987, en el Centro Espacial John F. Kennedy, la NASA lanzó la última de las sondas de espacio profundo de Estados Unidos. La carga útil, situada en la ojiva del cohete de la NASA, era una nave de exploración de un solo hombre: la Ranger 3. A bordo de esta compacta nave estelar, un astronauta solitario, el capitán William Buck Rogers, experimentaría fuerzas cósmicas más allá de toda comprensión: un impresionante encuentro con la muerte. En un abrir y cerrar de ojos, sus sistemas de soporte de vida se congelaron a temperaturas más allá de la imaginación. La Ranger 3 fue sacada de su trayectoria planeada en una órbita de mil veces más vasta, una órbita que iba a regresar a su punto de origen, su madre Tierra, no en cinco meses sino en cinco siglos. Durante 500 años, Buck Rogers flotó en un mundo en el que la realidad y la fantasía se fusionaron en un sueño eterno.

In the year 1987, at the John F. Kennedy Space Center, NASA launched the last of America's deep space probes. The payload, perched on the nosecone of the NASA rocket, was a one-man exploration vessel: Ranger 3. Aboard this compact starship, a lone astronaut, Captain William "Buck" Rogers, was to experience cosmic forces beyond all comprehension: an awesome brush with death. In the blink of an eye, his life support systems were frozen by temperatures beyond imagination. Ranger 3 was blown out of its planned trajectory into an orbit a thousand times more vast, an orbit which was to return the ship full circle to its point of origin, its mother Earth, not in five months... but in 500 years. For 500 years, Buck Rogers drifted through a world in which reality and fantasy merged into a timeless dream.

La introducción del episodio piloto («Despertar») también fue diferente:

Desde hace 500 años, el capitán William "Buck" Rogers ha sido milagrosamente conservado, congelado por temperaturas más allá de la imaginación. Ahora, en el año 2491, él se despertó bruscamente por las siniestras fuerzas del reino draconiano.

For 500 years, captain William "Buck" Rogers has been miraculously preserved, frozen by temperatures beyond imagination. Now, in Earth year 2491, he is rudely awakened by the sinister forces of the Draconian realm.

El contenido de las historias también cambió en la segunda temporada. Se puso menos énfasis en los ideales militaristas y, con pocas excepciones, Gerard redujo el humor en favor de episodios más graves. La relación entre Buck y Wilma se convirtió en algo más romántico durante el segundo año, aunque la actividad más romántica se tomaba como implícita y se llevaba a cabo fuera de la pantalla.
Por otra parte, la segunda temporada trató con conceptos más graves, como la evolución, la ecología, el racismo, la contaminación, la guerra, la energía nuclear, la identidad y la religión. También se basó en la mitología, como se ejemplifica por Hawk, de los pueblos aves que se encuentran en las mitologías de todo el mundo y hace especial referencia a los moai de la Isla de Pascua. Un episodio también incluyó una historia sobre los sátiros de la mitología griega.
Además de sus paralelismos con la anterior serie Battlestar Galactica, la segunda temporada fue similar en el tema de Star Trek, con el Searcher vagando por el espacio al igual que el Enterprise, Buck es el explorador inconformista fiel al estilo del capitán James T. Kirk, y el serio y estoico Hawk es una versión renovada de Mr. Spock. Inclusive Wilma fue remodelada, hasta cierto punto, basándose en la teniente Uhura de Star Trek, a menudo vistiendo un uniforme de minifalda y sentada en una consola de comunicaciones en el puente del Searcher.
El ráting se redujo significativamente después del estreno de la temporada. Citando problemas de costos, NBC canceló la serie al final de una temporada de solo once episodios. No se produjo ningún argumento final, ya que el episodio final fue un episodio independiente normal.

## Difusión internacional
La serie se mostró en el Reino Unido por ITV, a partir de finales de agosto de 1980, con el largometraje en dos episodios El planeta de las esclavas (la película experimental, que había sido estrenada en cines en el Reino Unido en el verano de 1979, no se mostró en realidad en la televisión británica hasta 1982). ITV difundió Buck Rogers en un espacio en las madrugadas de los sábados por la noche, donde compitió (y venció) a la importante serie de ciencia ficción Doctor Who, de la BBC, que comenzó su 18.ª temporada en el mismo día. Un efecto similar había ocurrido un par de años antes, cuando varias estaciones de ITV habían difundido El hombre de la Atlántida contra Doctor Who, esto llevó a que la BBC moviera Doctor Who a un nuevo horario en día de la semana para la temporada de 1982 (a pesar de que en ese momento Buck Rogers se había cancelado en Estados Unidos). Irónicamente, la BBC repetiría la serie Buck Rogers (en BBC Two) en 1989 y otra vez a finales de 1990.

## Lanzamientos en DVD
Universal Studios Home Entertainment publicó la serie completa en DVD para América del Norte (Región 1) el 16 de noviembre de 2004. A pesar de que contiene todos los episodios de ambas temporadas, el episodio piloto se presenta en su versión cinematográfica y no en su versión televisiva. El juego contiene cinco discos de doble cara
La serie fue lanzada en DVD en Europa (Región 2), aunque cada temporada se estrenó por separado. La temporada 1 se lanzó el 22 de noviembre de 2004 y la temporada 2 el 31 de octubre de 2005, ninguno de los cuales tenía el mismo diseño de la portada o pantallas de menú como el juego en la región 1. Diferencias notables son la adición de subtítulos para varios idiomas europeos, y secciones de texto traducido en las cajas de DVD. La cubierta trasera de la caja de la temporada europea 1 muestra erróneamente al personaje Halcón, que no aparecería hasta la temporada 2.
El 24 de enero de 2012, Universal Studios relanzó la temporada uno en América del Norte, como un conjunto de discos de seis. En esta versión los discos eran de un solo lado, a diferencia del disco de doble cara fijado previamente lanzado en 2004. Temporada 2 será relanzado con discos de una cara el 8 de enero de 2013. Como característica adicional, el conjunto de la segunda temporada incluirá la versión televisiva de la película piloto original, Awakening, la primera vez que esta versión lanzada en DVD.

## Elenco
- Gil Gerard (1943-) como el capitán William Buck Rogers.
- Erin Gray (1950-) como la coronel Wilma Deering.
- Tim O'Connor (1927-2018) como el Dr. Elias Huer (en la primera temporada).
- Pamela Hensley (1950-) como la princesa Ardala (en la primera temporada).
- Michael Ansara (1922-2013) como Kane (en la primera temporada), que fue representado por Henry Silva en la película piloto.
- Wilfrid Hyde-White (1903-1991) como el Dr. Goodfellow (en la segunda temporada).
- Thom Christopher (1940-) como el hombre pájaro Hawk (en la segunda temporada).
- Jay Garner (1929-2011) como el almirante Efraín Asimov (en la segunda temporada).
- Paul Carr (1934-2006) como el teniente Devlin (en la segunda temporada).
- Félix Silla (Roma, 1937-) como el robot Twiki
- Mel Blanc (1908-1989) como la voz de Twiki (en la primera temporada, y en los últimos episodios de la segunda temporada).
- Bob Elyea como el voz de Twiki (en los primeros episodios de la segunda temporada).
- Eric Server como la voz del Dr. Theopolis, la computadora en el pecho de Twiki (en la primera temporada), que fue hecho por Howard F. Flynn en el piloto).
- Jeff David como la voz del robot Crichton (en la segunda temporada).
- William Conrad como el narrador (en la primera temporada).
- Hank Sims como el narrador (en la segunda temporada).

Hubo varias estrellas invitadas en distintos episodios:
- Jamie Lee Curtis
- Markie Post
- Richard Moll
- Jerry Orbach
- Gary Coleman
- Jack Palance
- Sam Jaffe
- Vera Miles
- Buster Crabbe (que había representado al Buck Rogers original en los años treinta en la serie de películas de cine Buck Rogers).
- Joseph Wiseman también apareció en un episodio de la serie, y también fue visto brevemente en la versión cinematográfica del episodio piloto como el emperador Draco (el padre de la princesa Ardala), pero su aparición fue borrada de la versión televisiva.

Varios actores que habían representado a villanos en la serie de televisión Batman, en los años sesenta, también fueron estrellas invitadas, incluyendo a César Romero (el Guasón), Julie Newmar (Gatúbela), Frank Gorshin y Roddy McDowall.

## Mercadotecnia
La popularidad de la serie de televisión llevó a la publicación de la tira en los periódicos estadounidenses, escrita por Gray Morrow y dibujada por Jim Lawrence. La tira se desarrolló entre el 9 de septiembre de 1979 hasta el 26 de octubre de 1980, y fue reimpreso en su totalidad, los domingos en color, en un libro en rústica.
Dell Publishing publicó dos novelas basadas en la serie, ambas escritas por Addison E. Steele.
La primera (ISBN 0-440-10843-8) fue una novelización de la película piloto. La segunda, That man on Beta (ISBN 0-440-10948-5) es una adaptación de un guion para un episodio que no se produjo.
En 1979, Fotonovel Publications publicó un fumetti titulado Buck Rogers in the 25th Century.
Gold Key Comics publicó catorce números de un cómic basado en la serie, llamado Buck Rogers in the 25th Century. El primer par de números se adaptó a la película, pero de ahí en adelante tomó la numeración de un renacimiento de Buck Rogers en los años sesenta. El libro de historietas comenzó con el número 2, porque en el año 1964 se había publicado un número de Buck Rogers al estilo de las historietas antiguas. A partir del número 5, se crearon nuevas aventuras que se basaron en la continuidad de la serie. Los tres primeros números (del 2 al 4) se reimprimieron en una Giant Movie Edition (edición cinematográfica gigante), que fue distribuida por Marvel Comics. Los artistas fueron Al McWilliams, Frank Bolle y José Delbo. Irónicamente, el cómic sobrevivió a la serie por varios meses. El número 10 nunca se publicó y esta serie de cómics se canceló después de 16 números. El cómic se mantuvo siempre dentro de la continuidad de la temporada 1 y no tenía ningún personaje de la temporada 2.
En el Reino Unido se publicó una tira también basada en la serie de televisión: Look-In, con 64 entregas semanales que cubrieron 10 aventuras diferentes entre el otoño de 1980 y principios de 1982, y TV Tops, que adquirió los derechos a partir de 1982 para dos carreras más cortas. Ambos se basan en el formato de la primera temporada de la serie.
Mego Corporation produjo dos conjuntos de figuras de acción, incluyendo una línea de 12 pulgadas, y una serie de figuras y naves espaciales a escala, de 3,75 pulgadas
Milton-Bradley produjo un juego de mesa y una serie de puzles de Buck Rogers.
Otras empresas produjeron una variedad de tie-ins, incluyendo maquetas de las naves espaciales de Monogram, juguetes de fundición de Corgi,
tarjetas comerciales de Topps, y una caja de almuerzo de metal pintado.
En 2011, Toys Zica comenzó la producción de una nueva línea de figuras de 8 pulgadas basadas en la serie de televisión, inspiradas en diseños de Mego.